# ریچارد دورمر
ریچارد دورمر (انگلیسی: Richard Dormer؛ زادهٔ ۱۱ نوامبر ۱۹۶۹) هنرپیشه و فیلمنامه‌نویس اهل کشور بریتانیا است.

## قسمتی از فیلمشناسی
- ۱۱ دقیقه -۲۰۱۵
- کفتار -۲۰۱۴
- ۷۱ -۲۰۱۴
- پنهان - ۲۰۱۱
- پنج دقیقه از بهشت -۲۰۰۹
- خانم هندرسون تقدیم می‌کند -۲۰۰۵